# Federation of European Professional Photographers
Federation of European Professional Photographers (FEP) oder auch Federation of European Photographers ist eine Non-Profit-Organisation, die 1992 gegründet wurde. Der Hauptsitz von FEP befindet sich in Brüssel und die Verwaltung in Rom. FEP repräsentiert über 50 000 Berufsfotografen in ganz Europa. Es handelt sich bei FEP um eine Internationale Nichtregierungsorganisation der Vereinten Nationen.
FEP hat Mitglieder aus verschiedenen Ländern, darunter „Österreich, Weißrussland, Belgien, der Tschechischen Republik, Dänemark, Finnland, Frankreich, Georgien, Deutschland, Irland, Italien, Norwegen, den Niederlanden, Portugal, Russland, der Slowakei, Spanien, Schweden, der Ukraine und den Vereinigten Staaten“.
Seit 1999 wurden 450 professionelle Fotografen aus 22 Ländern mit dem Preis Qualified European Photographer (QEP) geehrt. 52 europäische Top-Fotografen erhielten die höchste Auszeichnung, den Master Qualified European Photographer (MQEP).